# Aleurocanthus indicus
Aleurocanthus indicus là một loài côn trùng cánh nửa trong họ Aleyrodidae, phân họ Aleyrodinae.
Aleurocanthus indicus được David & Regu miêu tả khoa học đầu tiên năm 1989.